# NSB 67 sorozat
Az NSB 67 sorozat egy norvég 15 kV, 16,7 Hz-es váltakozó áramú, háromrészes villamosmotorvonat-sorozat volt. Az NSB üzemeltette 1953 és 1985 között. 1953 és 1955 között gyártotta a Norsk Elektrisk & Brown Boveri, a Skabo és a Strømmen. Összesen 18 db készült belőle. Az NSB 1985-ben selejtezte a sorozatot.